# Die Fiebersonate
Die Fiebersonate ist ein deutsches Stummfilmmelodram aus dem Jahre 1916 von Emmerich Hanus mit Friedrich Zelnik und Lotte Neumann in den Hauptrollen.

## Handlung
Für ihren Sohn Rolf hat sich Mutter Werner, eine einfache Frau aus dem Volke, ihr Leben lang aufgeopfert. Die gramgebeugte Gemüsehändlerin sorgte dafür, dass er all seinen Träumen und Lebenszielen nacheifern und sich ganz seinen Studien hingeben konnte. Rolf Werner wurde Arzt und erlangte sogar einen Professorentitel. Auf seinem Weg nach oben schämte er sich seiner einfachen Herkunft, hat seine herzleidende Mutter vergessen und lebt nur noch in seiner eigenen Welt. Die Eheschließung mit Liane Berger, Tochter eines angesehenen Geheimrats, gab Rolf schließlich auch gesellschaftliche Anerkennung. Als Dr. Werner eines Tages schwer erkrankt, bekommt er regelrechte Fieberträume.
In einem dieser krankheitsbedingten Wahnvorstellungen, der titelgebenden Fiebersonate, erscheint ihm der Tod und bietet Rolf an, sein Leben zu verschonen, sollte er nur einen einzigen Menschen finden, der sein Leben für das von Rolf zu opfern bereit ist. Ihm fällt nur seine Mutter ein, die er zuletzt so sehr vernachlässigt hatte. Als Rolf die Krankheit überstanden und vollständig genesen ist, eilt er, vom schlechten Gewissen getrieben, sofort zu seiner Mutter hin, um sie zu sich zu nehmen und an ihr fortan alles wiedergutzumachen. Doch er kommt zu spät: Ganz offensichtlich hat der Tod Frau Werner zu sich genommen, um Rolfs Leben zu verschonen.

## Produktionsnotizen
Die Fiebersonate entstand wohl im Spätfrühling 1916, passierte die Filmzensur im Juli desselben Jahres und wurde vermutlich im Oktober 1916 in Berlins Tauentzienpalast uraufgeführt. Der mit Jugendverbot belegte Fünfakter besaß eine Länge von 1751 Meter.

## Kritiken
In der Wiener Allgemeinen Zeitung heißt es: „Friedrich Zelnik gibt die Hauptrolle in der vornehmen und eindringlichen Art seines Spiels“.
Die Marburger Zeitung zeigte sich beeindruckt und schrieb: „So eine Filmtragödie wurde noch nie im Kino gesehen“.
Die Villacher Zeitung nannte Die Fiebersonate „einen ebenso glänzenden wie ergreifenden Gesellschaftsfilm. (…) Es ist eine herzergreifende Handlung, voll sittlicher Beweggründe …“.